# Línea Manzanares-Ciudad Real
La línea Manzanares-Ciudad Real, denominada originalmente línea Alcázar de San Juan-Ciudad Real, es una línea férrea de 64,5 kilómetros de longitud que pertenece a la red ferroviaria española. Se trata de una línea de ancho ibérico (1668 mm), electrificada y cuyo trazado es de vía única. Inaugurada en 1861, desde entonces la línea ha pasado por manos de varios operadores ferroviarios. En la actualidad el ente público Adif es el titular de todas las instalaciones. Siguiendo la catalogación de Adif, es la «línea 522».

## Historia

### Construcción
En 1852 se planteó la construcción de un ferrocarril que enlazara Socuéllamos con Ciudad Real a través de Tomelloso, Argamasilla de Alba, Manzanares, Daimiel y Almagro. El proyecto fue redactado por los ingenieros Santiago Bausá y Antonio Arriete, iniciándose las obras un año más tarde. Se llegó a realizar la explanación del terreno en la zona de Argamasilla, pero los trabajos fueron detenidos por una ley de 1855 dictada por el ministro Francisco de Luxán.
En 1859, por iniciativa del entonces ministro Claudio Moyano, una Real Orden modificó el anterior proyecto y situó el inicio del trazado en Alcázar de San Juan. Tras ser subastada su concesión, en abril de 1859 la compañía MZA se hizo con los derechos para construir esta nueva línea de ferrocarril. Debido a que la orografía de la zona no presentaba serias dificultades los trabajos de construcción pudieron realizarse con cierta facilidad. El tramo comprendido entre Alcázar y Manzanares fue completado el 1 de julio de 1860; Manzanares-Daimiel, el 1 de octubre del mismo año; Daimiel-Almagro, el 21 de enero de 1861; Almagro-Ciudad Real, el 14 de marzo de 1861. Tras completarse las obras, en el mes de marzo de 1861 la línea fue abierta al tráfico.

### Explotación y evolución
MZA continuaría los trabajos de construcción desde la estación de Manzanares para establecer una línea hasta Andalucía, por lo que la sección Alcázar de San Juan-Manzanares se desgajaría en favor de este nuevo ferrocarril. La compañía MZA también albergaba el deseo de hacerse con la concesión para la línea Ciudad Real-Badajoz, para enlazar con Portugal. Aunque esta pasaría a manos de otra compañía, en 1880 la línea —ya construida— sería adquirida por MZA y enlazada con su propia red. En 1941, con la nacionalización del ferrocarril de ancho ibérico, la línea Manzanares-Ciudad Real se integró en RENFE. 
Durante la década de 1970 se electrificó el trazado, que entraría en servicio en 1975. La electrificación tuvo continuidad hasta Puertollano y su refinería, lo que permitió el uso de la tracción eléctrica para el arrastre de trenes de mercancías hasta conectar con la eje Madrid-Alcázar de San Juan-Andalucía. 
Tras el cierre parcial de la línea Madrid-Badajoz, en 1988, durante algún tiempo el trazado entre Manzanares y Ciudad Real acogió los tráficos que hacían el servicio Madrid-Ciudad Real-Badajoz. A comienzos de la década de 1990, en el contexto de la construcción de la nueva línea de alta velocidad Madrid-Sevilla, el trazado fue modificado en el tramo Miguelturra-Ciudad Real: en septiembre de 1991 entró en servicio el llamado «Triángulo de Ciudad Real», con la inauguración de un pequeño ramal que conecta la estación de Ciudad Real-Miguelturra con la línea Ciudad Real-Badajoz a través de la Bifurcación Poblete. Al año siguiente, tras la clausura de la histórica estación de MZA, las vías fueron redirigidas al nuevo recinto ferroviario.
En enero de 2005, con la división de RENFE en Renfe Operadora y Adif, la línea pasó a depender de esta última.